# Ryūtarō Megumi
Ryūtarō Megumi (恵 龍太郎?, Megumi Ryūtarō; Chiba, 29 giugno 1993) è un calciatore giapponese, attaccante del Cerveza Tokyo.

## Carriera
In carriera ha giocato 18 partite nelle coppe asiatiche, di cui 1 per la AFC Champions League e 17 per la Coppa dell'AFC, tutte con il Tampines Rovers.

## Palmarès

### Club

#### Competizioni nazionali
- Coppa di Singapore: 1

Tampines Rovers: 2019